# Полудница (мифология коми)
Полу́дница (коми пӧлӧзнича, коми-перм. вуншӧрика, обороника) — полуденный дух цветущего ржаного поля в мифологии коми. Лучше всего представления о ней были развиты у южной группы коми-пермяков, в жизни которых земледелие играло бо́льшую роль. Коми полудница имеет много общего с аналогичным персонажем русской мифологии, при этом её образ менее разнообразен и противоречив, она скорее хозяйка поля, чем агрессивная нечистая сила.
Обычно считается, что она невидима, ей приписывают колыхание ржи и непонятные звуки на поле. Но если её описывают, то чаще как красивую женщину в обычной крестьянской одежде, но иногда рассказывают, что она уродлива и имеет отдельные нечеловеческие черты. Может быть как маленького, так и гигантского роста.
По народным представлениям, полудница живёт во ржи в период её цветения и охраняет её, от неё зависит урожай. Она следит за выполнением запретов, целью которых было не допустить нанесение полю магического вреда. В полдни в период её активности нельзя было работать, шуметь, выходить в поле, стирать бельё и др. Нужно было закрыть окна в доме и лежать или спать. В ходе разрушения традиции полудница превратилась в персонажа, которым запугивают детей, угрожая, что она зажарит их на своей сковороде.

## Распространение мифа и названия
Представления о полуденном женском духе в период фиксации в конце XIX — начале XXI века были лучше развиты у коми-пермяков, чем у коми-зырян:47. Среди коми-пермяков поверья о духах полей были большей частью распространены среди представителей южной группы, так как у них земледелие получило наибольшее развитие и значение, среди северных коми-пермяков зафиксированы только отрывочные сведения. Коми-пермяцкие поверья, зафиксированные в конце XIX и в конце XX века, изменились мало:47.
У коми-зырян название происходит от имени аналогичного русского персонажа — полудницы: пӧлӧзнича (повсеместно), пӧлӧзьнича, пӧлёзничи, пӧлэзнича, пӧлӧднічја, пӧлуднича, пӧлудьнича. Верхневычегодцы называли персонажа усечённо пӧлудь, пӧлудь-айка (от айка ‘хозяин, муж’, редкий мужской образ данного мифологического персонажа), Сю Паладь (буквально ‘Хлебная Пелагея’ или ’Пелагея-житница’, от сю ‘хлеб в колосьях, жито, рожь’ + Паладь ‘Пелагея, Пелагия’ — это явно вторичное переосмысление пӧлудь в имя собственное). Печорцы называли сю пӧлудь, нижневычегодцы говорили бируллю баб (‘васильковая баба’).
Названия данного мифологического персонажа у коми-пермяков имеют местное, русское или смешанное происхождение:46: вуншӧрика / луншӧрика, вуншӧрка / луншӧрка (калька от русского полудница — вуншӧр / луншӧр ‘полдень’ от вун / лун ‘день’ + шӧр ‘середина’ + суффикс русского происхождения -ик / к), бабашорика (русское баба + искажённое шӧр), искажённое лунжерувка; полуденные чуды, ыб чуд (‘полевой чуд’, от ыб ‘поле’ + чуд ‘нечистая сила’), ыб дядь (‘полевой дядя’ — редкая мужская форма), сю баб(а) (‘зерновая / ржаная баба’); Баба Яга; полӧкала (‘пугало’); обороника, побороника, луншӧрика-обороника (вероятно, от русского ‘оборанивать’ — пройти пашню бороною вокруг, по краям, отделяя её от смежных пашень, оборонять, защищать; также возможно от ‘оборона’, ‘оборачиваться / оборот’ или ‘борона’).
Устоявшийся русский перевод названия отсутствует. Его либо переводят как полу́дница, оборониха, поборониха; либо транскрибируют — пэлэзни́ча, полозни́ча, пэлудь-айка; вуншорика / вун-шорика, луншерка; либо, особенно в современных работах, приводят в коми оригинале:46. Вариант полезница является «своеобразной формой адаптации к русскому языку или попыткой скрытой трактовки семантики образа».

## Внешний облик

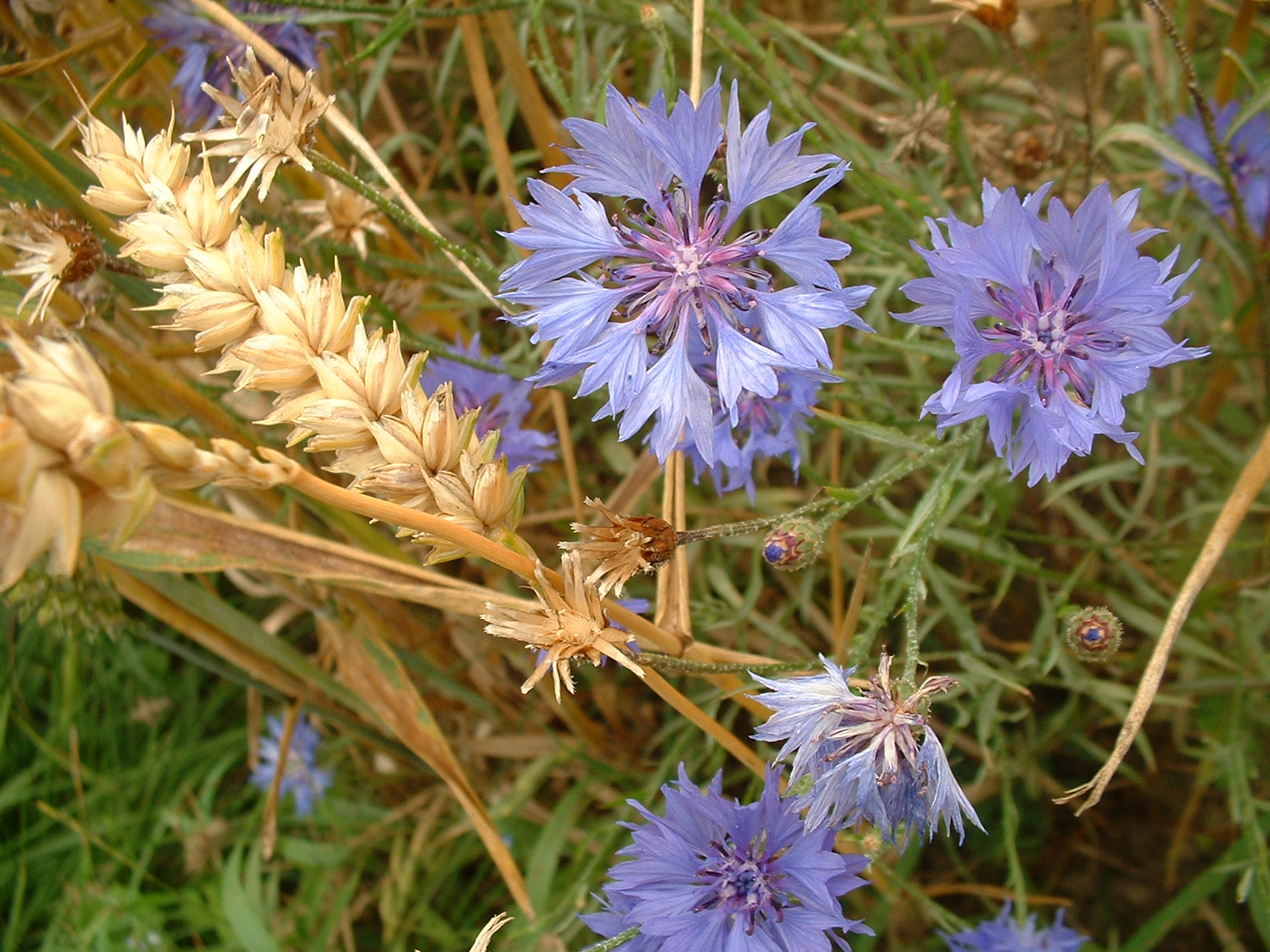
Рожь и василёк

Коми-пермяки большей частью считали полевого духа невидимыми. Проявлениями его считались дуновение ветра на поле и вызванные им колыхание ржи или перекачивание копён, а также таинственный шум и бряканье:44.
Если же коми представляли полудницу антропоморфно, то чаще описывали её как красивую женщину:46, девушку или девочку. Коми-пермяки иногда приписывали ей фитоморфные черты — глаза василькового цвета и длинные светлые волосы, напоминающие солому. Иногда её описывали устрашающей, уродливой, с зооморфными элементами:46 — с развесистыми рогами и мохнатой, и с неестественными чертами — железными пальцами. По одним коми-пермяцким сведениям, полудница здоровенная:46, по другим — небольшая, ниже ржи, поэтому её не видно в поле. С другой стороны утверждали, что она может вырастать от размера с колос до гигантского:46. Движется полудница плавно и равномерно — как колыхание ржи. Она мелькает между колосьями, появляясь то там, то тут.
По описаниям как коми-зырян, так и коми-пермяков, полудница носит зелёные одежду и платок и соломенные лапти. Коми-пермяцкая полудница одета в обычную крестьянскую одежду:46, чаще светлых — белых и жёлтых — цветов:46, в дубас, шамшуру или в вывернутую наизнанку шубу. Зыряне представляли её в белой льняной одежде. В современной повседневной речи Сю Паладь, в результате десакрализации образа, предстаёт неопрятной старухой в лохмотьях, говорят: «Что оделась как Сю Паладь? Везде лоскутья торчат, исподнее с верхней одеждой перемешались». Полудница может нести борону или калёную сковороду:47.
Коми-зыряне называют василёк — цветок, растущий в посевах ржи, засоряющий и иногда даже забивающий их, — пӧлӧзнича син или пӧлудь син, то есть «глаз полудницы», или просто пӧлӧзнича или пӧлудь (варианты с отпавшим вторым компонентом син 'глаз'); его запрещалось рвать во время цветения ржи, чтобы не вызвать грозу и град. Ещё в 1970-е годы, даже в местностях, где прекратили выращивать зерновые, верхневычегодцы в шутку говорили: «Ты у Хлебной Пелагеи все глаза пообрывала. Не боишься, что Илья Великий по голове железной палицей стукнет?» (в народных представлениях полудница переплелась с Ильёй-пророком как персонажем, также ответственным за урожай хлеба). Коми-пермяки называли луншöрикой / вуншöрикой растение смолёвка (хлопушка), приписывая духу издаваемые им в сухом виде на ветру звуки, подобные шуму погремушки.
Изредка полевого духа описывали как мужчину (коми пӧлудь-айка, коми-перм. ыб дядь) либо (у коми-пермяков) как ребёнка, либо аморфный образ. По-видимому, данные представления вторичны.

## Полудница и человек

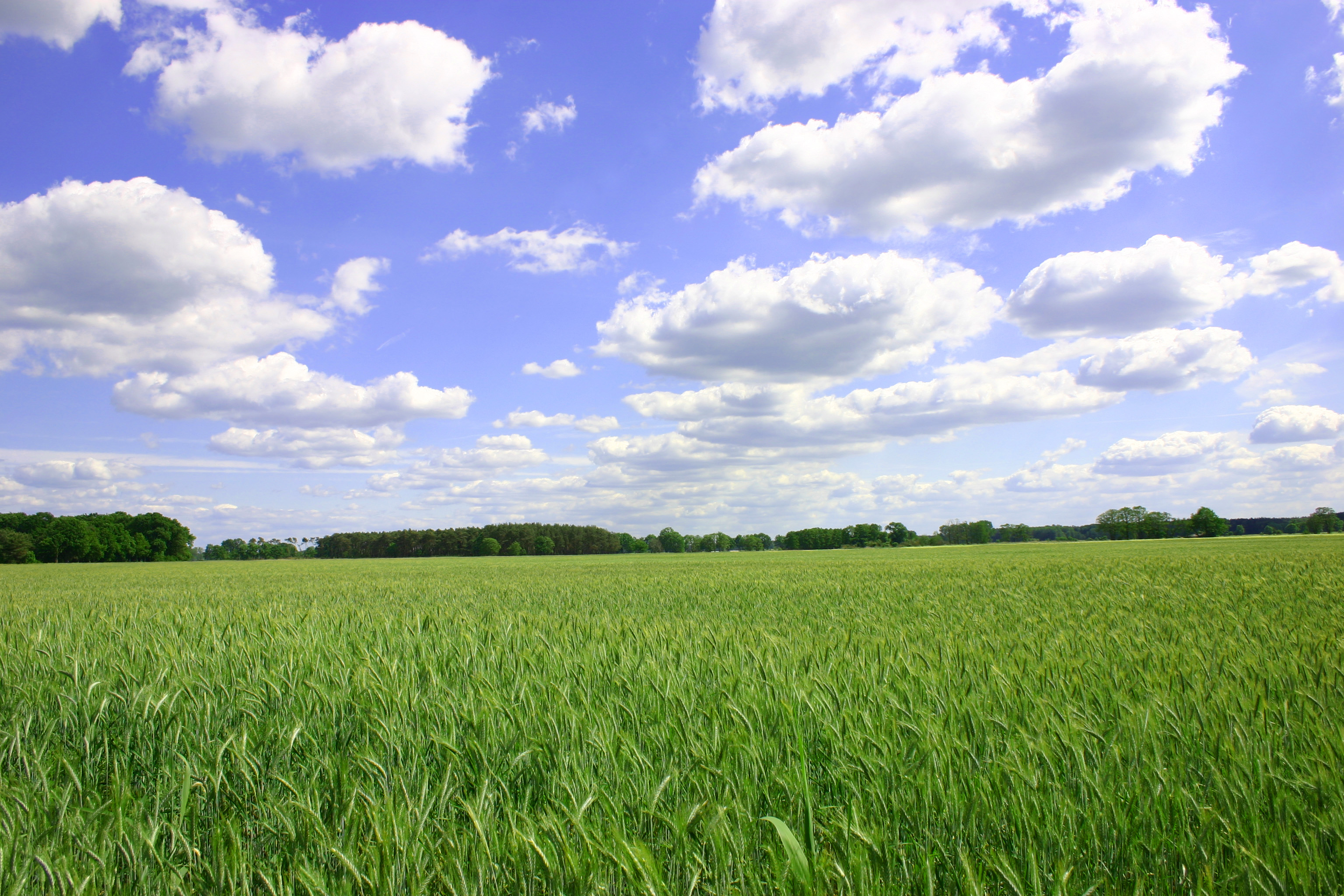
Зелёное ржаное поле

Утверждалось, что полудница живёт во ржи и охраняет её. В период цветения этого злака, в полдень, она расхаживает по межам. Полдень как и период летнего солнцестояния считались переходным временем, в которое активизируются потусторонние существа:46. Народные представления запрещали выходить в это время в поле, на межи, чтобы уберечься от неё и не навредить посевам:47. Зыряне (сысольцы, вычегодцы), опасаясь её наказания, не трогали рожь до Ильина дня, 20 июля (2 августа), — дня начала жатвы. Считалось, что от полудницы, как от хранительницы цветущей ржи, зависит урожай хлеба. У них зафиксировано также представление, что она сидит в земле:48 и ровно в полдень выходит из неё, чтобы поесть. Пермяки считали, что явление людям полудницы предсказывает хороший урожай:41. Нарушающих связанные с полем запреты она могла задушить и сожрать в припадке злости всех, кто ей попадётся на пути.
Рассказывали, что полудница не терпит вообще никакой работы и шуму во время своей активности, и не только в поле, а везде («как бы не вздрогнул цветок ржи»). По мнению Г. Н. Чагина, «Табу на многие действия во время цветения ржи устанавливали, несомненно, с целью обезвредить землю, сохранить её плодородие, поскольку состояние земли в этот период ассоциировалось с состоянием беременной женщины». Ещё во второй половине XIX века у коми к полудню стихали все разговоры, крик, шум, песни, игра на музыкальных инструментах, запрещалось свистеть. Детей загоняли в избу и велели сидеть молча. Прекращалась вся работа. Даже взрослые мужчины бросали свои занятия, особенно на открытом месте и шли в дом. Наглухо запирали и закрывали кошмами или ставнями окна:47. Все шли в полог (вон) и лежали тихо или спали. Также в период цветения ржи было запрещено курить вблизи поля, трогать колосья голыми руками, выходить в поле после секса, стирать бельё, колотить и белить холсты. Пермяки сообщали, что если представители выбраных из числа крестьян сельских властей видели, что женщина выходит колотить холсты в период цветения ржи, то они отбирали их у неё. Если же они замечали расстеленный для беления холст, то плотно складывали его, клали на землю и вбивали в середину полотна кол так, что тот пробивал все слои полотна, и холст делался окончательно испорченным.
Коми-пермяки считали, что полудница относит на межи оставленные на полях бороны: «Тятька всё рассказывал, как полудница-оборониха на голове борону таскала. Напялит, говорит, на рога и пошла по полю, по ржи»:47. Ей приписывали помятые колосья и опрокинутые суслоны, считая, что так она наказывает хозяев или это проделки её детей.

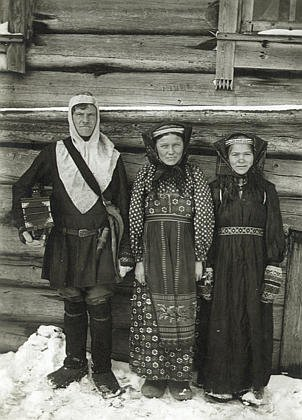
Коми-пермяки

Под Сыктывкаром считалось, что полудница во время цветения ржи (вежа-святок) живёт также и в воде. В селе Выльгорт за несколько дней до наступления цветения ржи собиралось всё грязное бельё, иногда даже помочи, стиралось и полоскалось. Во время же самого цветения ржи стирка белья и полоскание были запрещены под страхом жестокого наказания мифическим существом. По местному преданию во время цветения ржи одна зырянка из деревни Чит, ныне часть города, пошла полоскать бельё на ржу. Полудница, находившаяся в воде страшно обиделась и закричала: «Как ты смеешь своей грязью поганить воду?» и кинулась на женщину. Та бросилась в бегство. Добежав до своего дома, женщина постелила скатерть на стол, разрезала хлеб и попросила скатерть и хлеб за себя поговорить с полудницей. Хлеб спросил её: «Кто ты?» и, не дождавшись ответа, начал перечислять свои страдания: «Меня сжали (резали), сушили, молотили, снова сушили, между двумя жерновами расстилали, пекли в печке. Испытала ли ты такие мучения?! Смеешь ты ещё сердиться на нашу хозяйку?!» После о своей жизни рассказала и скатерть. Полудница ничего не смогла ответить, только сердито крикнула женщине: «Сумела ты жить!» и удалилась.
Есть коми-пермяцкие рассказы, что полудница активизируется в полдни также во время сева и жатвы ржи. Где она находится в остальное время — неизвестно, народ не задавался этим вопросом:40. Согласно единичным рассказам, полудница охраняет пшеницу и горох, однако, во многих записях покровительствуемая культура не названа. «Выделение посевов ржи в представлениях о духе поля основано, — по мнению Т. Г. Голевой, — на реальном отношении коми-пермяков к данной земледельческой культуре» — несмотря на то, что рожь не была у них самым возделываемым злаком, в хлебопечении использовалась, главным образом, ржаная мука, при этом урожай ржи сильно зависел от условий созревания, что требовало больших затрат средств и сил и более бережного отношения к посевам:56. В единичных случаях полудница может встречаться в лесу, причём даже ночью, и может поймать пошедшего туда человека. Оборонихой также называют лесного духа в виде женщины, её сравнивают с чудами (злыми духами) и ряжеными.
К наступлению XX века полудницу боялись уже только дети, идущие в полдень в поле или на огород. Взрослые пугали детей, когда те отправлялись гулять, чтобы они не ходили на поля, не заблудились в высокой ржи и не помяли её:47 — говорили, что полудница «ухватит и всё выкусит» (зыряне), посадит на калёную сковороду, поджарит:47 и съест, «поймает и больше не отпустит», под её воздействием можно заблудиться (пермяки). Некоторые старики из зырян в то время сообщали, что полудница не исчезла и не умерла, а ушла куда-то или поднялась на небо, рассердившись на маловерие народа и его плохое отношение к земле и воде. По их словам, когда она оберегала рожь, хлеба были несравненно лучше. Оборонихой коми-пермяки со временем стали называть огородное пугало; она стала героиней народных сказок, напоминая в них Бабу Ягу, например, «Сказки про Оборониху», в которой она подменяет мужику жену на свою дочь.
Таким образом, в образе полудницы олицетворяется солнечная энергия и другие природные стихии (земля, растительность, ветер). Мифологический персонаж исполняет несколько функций: является духом полуденного времени, летнего сезона, покровителем посевов, зловредным существом. В поздних представлениях с полудницей могут сопоставлять мифическую колдунью ёму, которая, помимо прочего, может представать как хозяйка злаков, хлеба.

## Схожие персонажи
На формирование мифологических представлений о полевых духах у коми повлиял образ русской полудницы:48, возможно, что он даже вызвал их появление. У этих персонажей схожий внешний вид, у обеих может быть сковорода в руках, они имеют общее место обитания и время активизации, от обеих люди прятались в полдень по домам, закрывая окна, обе связаны с васильком, обе стали персонажами детских запугов:47-48.
Однако образ русской полудницы во всех отношениях гораздо более разнообразный, у неё много дополнительных, зачастую противоречивых характеристик, не зафиксированных в представлениях коми:47-48. Она гораздо более агрессивна к людям:48. Для персонажа коми не характерны, помимо прочего, насылание на людей солнечного удара и болезней и возникшая в поздней традиции русских Среднего Урала и Сибири локализация персонажа в огороде. Возможно, что мифология коми впитала более ранние черты русской полудницы. При этом не характерна для русских представлений связь полудницы с землёй, наличие у неё бороны и её противопоставление святочной нечисти:48.
Родственные коми удмурты считали, что во время цветения ржи в полдни пробуждается особый тип духов, инвожо. Они спускаются с неба и живут на васильках. Эти духи не любят чёрного цвета, шума, работы, поэтому во время их активности не велели рвать цветы, траву, рыть землю, выносить из избы котёл, чугун и прочее, черпать ими воду из речек. Если кто-то не соблюдал запрет и всходила после этого туча, — говорили, что этот человек прогневал инвожо.
Мордовская пакся ава пребывает на полевых межах. Её представляют красивой женщиной с длинными волосами или куропаткой. Она одета в серебристую одежду. Пакся ава активизируется в полночь, когда она свистом и плачем сообщает о том, каким будет в этом году урожай. Люди при этом запирали окна в домах. Во время цветения ржи мордва также соблюдала ряд запретов, целью которых было предотвратить повреждение злака:47.

## В современной культуре
Полезнице посвящено одноимённое стихотворение 1903 года русского писателя А. М. Ремизова, жившего в Усть-Сысольске в ссылке. Полезница в нём — это «трагический персонаж. Она, не будучи по натуре зловредной, по какой-то роковой предопределённости вынуждена творить зло», подкарауливая и жестоко убивая, гуляющих во ржи детей. Сам автор комментировал стихотворение так: «Не от жестокости занимается Полезница таким истязанием малолетних и тяжким уродованием, она хочет превратиться в женщину-человека и надеется, что это превращение наступит, когда она станет есть живые человеческие органы, нетронутые и чистые». Подобное толкование не зафиксировано ни в коми, ни в славянских этнографических материалах.
В её честь в 1994 году назван венец на Венере — венец Полозничи.